# Sztofrowa Huta
Sztofrowa Huta [pronunciación en polaco: /ʂtɔˈfrɔva ˈxuta/] (en casubio: Sztofrowô Hëta; en alemán: Stoffershütte) es un pueblo ubicado en el distrito administrativo de Gmina Nowa Karczma, dentro del Condado de Kościerzyna, Voivodato de Pomerania, en Polonia del norte. Se encuentra aproximadamente a 5 kilómetros al norte de Nowa Karczma, a 17 kilómetros al noreste de Kościerzyna, y a 35 kilómetros al suroeste de la capital regional Gdańsk.
Para detalles de la historia de la región, véase Historia de Pomerania.
El pueblo tiene una población de 92 habitantes.